# Fenyang
Fenyang (汾阳 ; pinyin : Fényáng) est une ville de la province du Shanxi en Chine. C'est une ville-district placée sous la juridiction administrative de la ville-préfecture de Lüliang.

## Démographie
La population du district était de 383 717 habitants en 1999.

## Divers
Le cinéaste Jia Zhangke est né à Fenyang et y a passé sa jeunesse.

## Culte
La ville est le siège du diocèse catholique de Fenyang.